# Col de la Forclaz
Col de la Forclaz – przełęcz w zachodniej Szwajcarii, w kantonie Valais, w dystrykcie Martigny. Leży na wysokości 1527 m n.p.m. w Alpach Pennińskich, blisko granicy z Francją. Przez przełęcz przebiega droga łącząca Finhaut z Martigny. Droga ta biegnie dalej przez granicę z Francją i przełęcz Col des Montets do Chamonix-Mont-Blanc.